# Yakovlev Yak-44
Lo Yakovlev Yak-44E era un bimotore turboelica imbarcato ad ala alta, ogni-tempo con compiti di Airborne Early Warning progettato dall'azienda sovietica OKB 115 Yakovlev e destinato a scopi di sorveglianza per la difesa delle unità di superficie della Voenno-morskoj flot. Travolto dalla dissoluzione dell'Unione Sovietica il programma Yak-44E fu definitivamente abbandonato nel 1993, dopo che ne era stato costruito un mock-up a grandezza naturale.

## Storia del progetto
Negli anni ottanta del XX secolo la crisi economica che investì l’Unione Sovietica portò il governo a rinunciare alla dapprima alla costruzione delle grandi portaerei a propulsione nucleare Tipo 1160, e poi delle più piccole Tipo 1153, con cui equipaggiare la Voenno-morskoj flot. Fu invece deciso di acquisire due unità intermedie Tipo 1143.5 che ricevettero i nomi di Tbilisi e Riga, e una più grande ed avanzata denominata Ul'janovsk (Tipo 1143.7). Per equipaggiare la Korabel’naya Aviatsiya della Flotta del Nord, con Quartier generale a Severomorsk, venne costituito il 279. KIAP (Korabel’niy Istrebitel’niy Aviatsionniy Polk equipaggiato con 24 caccia Sukhoi Su-33, 11 aerei da attacco Sukhoi Su-25UBP/UTG, e alcuni elicotteri SAR/ASW Kamov Ka-27PS. La Tblisi fu ridenominata Admiral Kuznecov, ed entrò in servizio il 21 gennaio 1991, poco dopo l’inizio della dissoluzione dell'Unione Sovietica, mentre i lavori sulle rimanenti due portaerei furono bloccati.
In seguito all’inizio delle operazioni di volo sulla Admiral Kuznecov apparve subito chiara la mancanza di un adeguato sistema aereo di scoperta radar imbarcato (AEW), già in dotazione alle portaerei americane con il Grumman E-2 Hawkeye. In realtà la marina russa aveva già previsto l’acquisizione di tale sistema d’arma, che doveva avere anche secondarie capacità di trasporto merci e personale (COD) fin dal 1979, e aveva emesso un apposito requisito sfociato nei progetti Antonov An-71K e Yakovlev Yak-44E. I progettisti del velivolo Yakovlev furono, in tempi diversi, gli ingegneri L.S. Yakovlev, A.A. Levinskikh, S.A. Yakovlev e A.N.Dondukov, ma dal gennaio 1991, la responsabilità del programma fu totalmente assunta da V.A. Mitkin.

## Descrizione tecnica

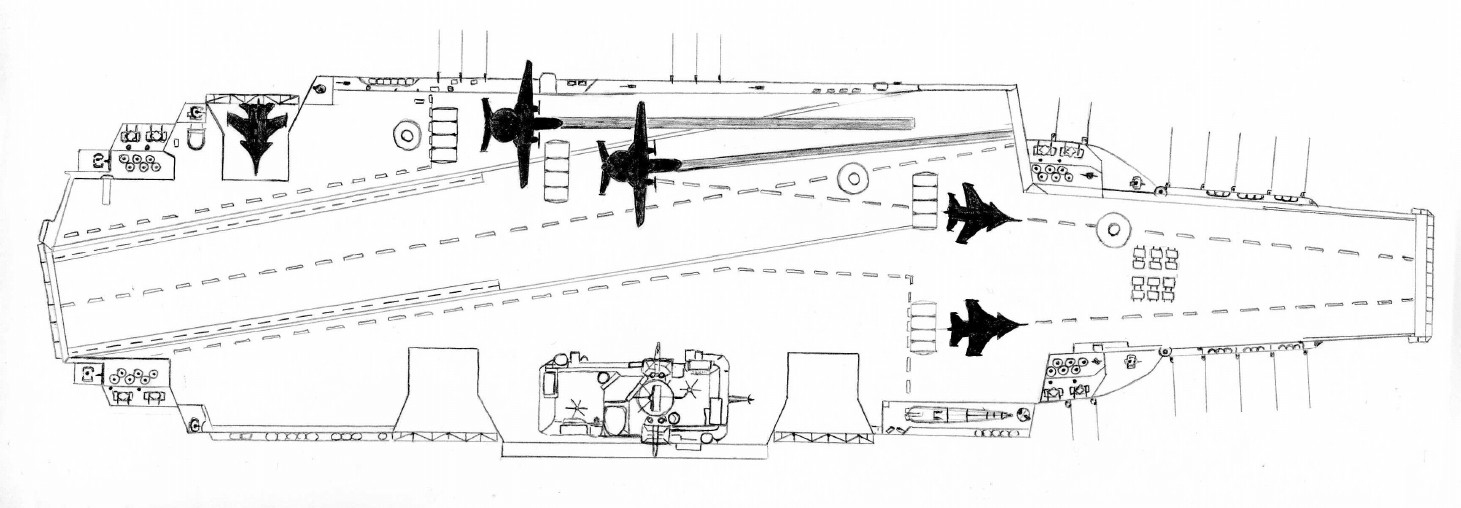
Vista dall'alto del ponte di volo della portaerei Ul'janovsk, con due aerei AEW Yakovlev Yak-44E pronti al decollo.

Lo Yakovlev Yak-44E era un monoplano, bimotore, di costruzione interamente metallica. L'ala era montata in posizione alta, con winglets ad entrambe le estremità. Le semiali erano ripiegabili al fine di favorire lo stivaggio dell’aereo, mentre gli impennaggi di coda erano bideriva. Il carrello triciclo anteriore era completamente retrattile, con le gambe principali che alloggiavano all'interno delle gondole motori.  Il velivolo poteva essere lanciato dalle catapulte, o decollare normalmente dal ponte di volo delle portaerei, ed era dotato di gancio di arresto per facilitarne l'atterraggio. L’equipaggio era composto da cinque persone, e alloggiava all’interno di una fusoliera pressurizzata. Per garantire l’autonomia di 4 000 km era stata prevista l’installazione di serbatoi carburante di grande capacità.
I propulsori erano due turboeliche Progress D-27 eroganti la potenza di 12 800 sHP (10 290 kW), ed azionanti eliche controrotanti.
La dotazione elettronica comprendeva un radar di scoperta doppler a impulsi MNIIP "Vega", la cui antenna era contenuta in un rotodome del diametro di 7,30 m, posizionato nella parte superiore della fusoliera, e rotante alla velocità di 10 giri/minuto. A causa della limitata altezza degli hangar delle portaerei sovietiche il rotodome veniva alzato alla massima posizione solo sul ponte di volo, e abbassato prima dell’appontaggio. Il radar "Vega" aveva una portata massima di scoperta di 350-370 km, e 200-350 km in tracking, e poteva scoprire fino a 400 bersagli, inseguendone contemporaneamente fino a 120.

## Impiego operativo
Dell'Antonov An-71K vennero costruiti due prototipi, mentre dello Yak-44E fu costruito un mock-up a grandezza naturale che nella primavera del 1990 fu imbarcato a bordo della Tbilisi per le prove di compatibilità. Dichiarato vincitore del concorso, il programma Yak-44E subì notevoli ritardi e fu cancellato nel 1993, dopo la rinuncia della marina russa al completamento della grande portaerei Ul'janovsk, che fu demolita sullo scalo. Lo Yalovlev OKB continuò a promuovere la vendita del velivolo a India e Cina, abbandonando definitivamente lo sviluppo del programma nel corso del 1995.

### Annotazioni
1. ↑  Il progetto delle superportaerei a propulsione nucleare Tipo 1160 Oryel era stato avviato nel corso del 1969.
2. ↑  L’aviazione imbarcata era una divisione della Aviatsiya VMF Rossii, cioè l’aviazione della marina.
3. ↑  In lingua russa Reggimento imbarcato dell’aviazione da caccia.

### Fonti
1. 1 2 3 4 5 6  Aerei n.61, gennaio-febbraio 2011, p. 46.
2. 1 2  Gordon, Komissarov, Komissarov 2005, p. 348.
3. 1 2 3 4  Gordon, Komissarov, Komissarov 2005, p. 347.
4. ↑  Gardiner, Chumbley 1995, p. 372.
5. 1 2 3 4  Gunston, Gordon 1997, p. 201.
6. ↑  Gunston, Gordon 1997, pp. 201-202.
7. 1 2 3  Gunston, Gordon 1997, p. 202.
8. 1 2 3 4 5  Aerei n.61, gennaio-febbraio 2011, p. 47.

### Periodici
- Quando la VMF voleva l'E-2. Un aspetto poco noto dei programmi della Marina sovietica per un aereo-radar, in Aerei, n. 61, Parma, Delta Editrice, gennaio-febbraio 2011,  pp. 46-47, ISSN 0390-1076 (WC · ACNP).